# Circuito Brasileiro de Voleibol de Praia Feminino Sub-23 de 2015
O Circuito Brasileiro de Voleibol de Praia Sub-23 de 2015, também chamado de Circuito Banco do Brasil de Vôlei de Praia Sub-23, foi a quarta edição da principal competição nacional de Vôlei de Praia na categoria Sub-23 na variante feminina, iniciado em 19 de maio de 2015.

## Resultados

### Circuito Sub-23
| Evento                                                             | Ouro                                 | Prata                                | Bronze                               | Quarto lugar                        |
| 1ª Etapa Chapecó, São Paulo 19 a 21 de maio de 2015.               | / Andressa Cavalcanti Paula Hoffmann | / Rebecca Cavalcante Ana Patrícia    | / Victória Tosta Ana Carolina Costa  | / Paola Santos Sofia Agreli         |
| 2ª Etapa Campo Grande, Mato Grosso do Sul 9 a 11 de junho de 2015. | Tainá Bigi Duda Lisboa               | / Rebecca Cavalcante Ana Patrícia    | / Andressa Cavalcanti Paula Hoffmann | Beatriz Vieira Amanda Maltez        |
| 3ª Etapa Vitória, Espírito Santo 30 de junho a 2 de julho de 2015  | / Rebecca Cavalcante Ana Patrícia    | Tainá Bigi Duda Lisboa               | / Andressa Cavalcanti Paula Hoffmann | / Victória Tosta Ana Carolina Costa |
| 4ª Etapa Rio de Janeiro, Rio de Janeiro 4 a 6 de agosto de 2015    | Tainá Bigi Duda Lisboa               | / Rebecca Cavalcante Ana Patrícia    | / Andressa Cavalcanti Paula Hoffmann | Beatriz Vieira Amanda Maltez        |
| 5ª Etapa Salvador, Bahia 8 a 10 de setembro de 2015                | Tainá Bigi Duda Lisboa               | / Andressa Cavalcanti Paula Hoffmann | Beatriz Vieira Amanda Maltez         | / Victória Tosta Ana Carolina Costa |
| 6ª Etapa Brasília, Distrito Federal 13 a 15 de outubro de 2015     | / Rebecca Cavalcante Ana Patrícia    | Tainá Bigi Duda Lisboa               | / Andressa Cavalcanti Paula Hoffmann | / Paola Santos Sofia Agreli         |